# 郝家墕乡
郝家墕乡是中国陕西省榆林市清涧县下辖的一个乡。

## 行政区划
郝家墕乡下辖以下行政区：
郝家墕村、洞则沟村、湫池沟村、徐家圪崂村、曹家塌村、郝家寨则村、芝芳皋村、郝家上山村、郝家兴庄村、贺家湾村、唐家河村、驼巷村、郭家咀村、高里寺村、康小慕家沟村、赵家湾村、前马兰岔村、后马兰岔村、郝西家沟村、大碾河村、慕家兴庄村、贺家岔村、孙家河村、武家沟村、老庄里村、郝家山村、杨小慕家沟村、郝家湾村